# Isaac Berenblum
Isaac Berenblum, (hébreu : יצחק ברנבלום; né le 26 août 1903, décédé le 18 avril 2000) est un biochimiste israélien qui, en 1947, postule que les cancers ont besoin d'un autre déclencheur pour se développer en plus de l'ADN muté.
En 1958, il reçoit le prix Weizmann pour ses recherches en biologie expérimentale, notamment sur les maladies néoplasiques.
En 1974, il reçoit le prix Israël, en sciences de la vie. En 1980, il reçoit le Prix Alfred P. Sloan, Jr. décerné par la General Motors Cancer Research Foundation.